# Xã Beverly, Quận Sebastian, Arkansas
Xã Beverly (tiếng Anh: Beverly Township) là một xã thuộc quận Sebastian, tiểu bang Arkansas, Hoa Kỳ. Năm 2010, dân số của xã này là 730 người.